# 斯洛伐克國家博物館
斯洛伐克國家博物館（縮寫為SNM）是一座位於斯洛伐克的博物館機構，也是該國家最重要且專注於科學研究和文化教育的機構。博物館創立的起源與「斯洛伐克民族爭取民族解放和自決的努力」為相關。
國家博物館的總部設在首都布拉迪斯拉發，目前斯洛伐克國家博物館管轄著全國約18個專業博物館，其中大部分位於城外。

## 歷史
國家博物館於1961年成立。它的前身是馬蒂卡·斯洛文斯卡博物館和位於馬丁的國家之家博物館，後者發展為斯洛伐克博物館學會。
最初，第一批國家收藏資助的永久性展覽於1908年在馬丁開幕。因此，斯洛伐克博物館學會則開始致力於建設對於斯洛伐克考古、民族志、歷史、錢幣、藝術史、創意藝術和自然科學收藏。1924 年，斯洛伐克國家地理和歷史博物館在布拉迪斯拉發成立。同一年也成立了農業博物館，後到了1940年，斯洛伐克國家地理和歷史博物館與農業博物館合併為斯洛伐克博物館。並在1961年正式與斯洛伐克博物館學會合併，成為「斯洛伐克國家博物館」。
2012年3月11日，博物館管理的卡拉斯納霍爾卡城堡因兩名兒童點燃香煙而起火而受損。大火燒毀了城堡屋頂，但大部分歷史收藏品都沒有受到損壞。城堡在修復後，下部和中部於2021年向公眾重新開放。

## 今天的博物館

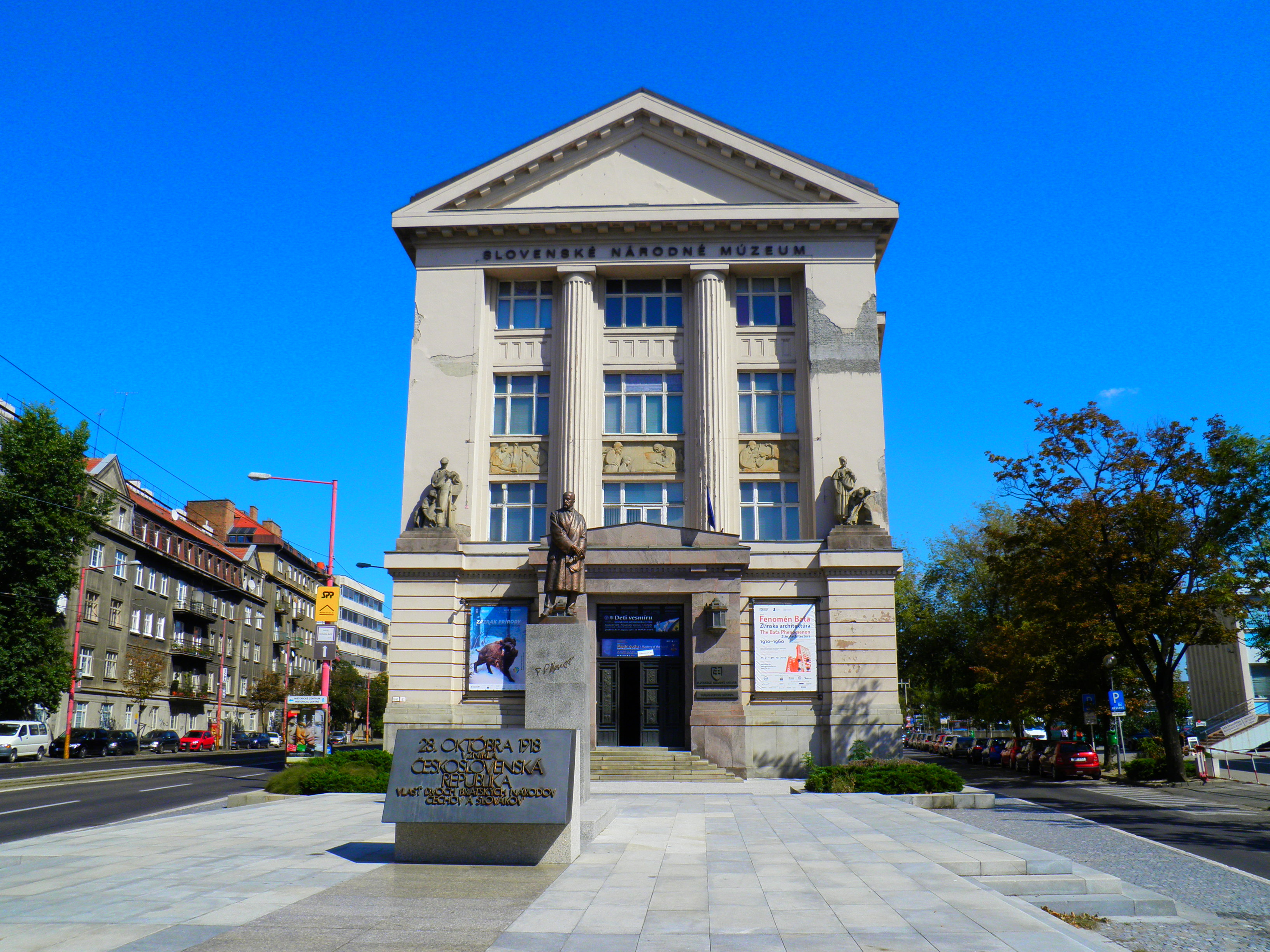
國家博物館大樓

作為斯洛伐克最重要的科學研究和文化教育機構，國家博物館擁有斯洛伐克博物館領域最大的藏品群。當代，博物館還致力於進行科學研究任務和出版。同時也作為斯洛伐克整個博物館學領域的協調、方法、專業諮詢、統計、教育和資訊中心為定位持續發展。
作為其文化和教育活動的一部分，國家博物館通常通過在國內外的常設展覽和展覽來提供募集資金，並實施其他形式的博物館交流。

### 總部
斯洛伐克國家博物館的總部與自然歷史博物館位於Vajanské nábrežie街（布拉迪斯拉發舊城區的一條河濱街道）。該建築是由建築師MM Harminec設計，於1925年7月開工，1928年竣工。最終博物館於1930年5月4日開放。

## 轄屬機構和部門
| 名稱                         | 斯洛伐克语                            | 地點                                     |
| ---------------------------- | ------------------------------------- | ---------------------------------------- |
| 自然科學博物館               | Prírodovedné múzeum                   | 布拉提斯拉瓦                             |
| 考古博物館                   | Archeologické múzeum                  | 布拉提斯拉瓦                             |
| 歷史博物館                   | Historické múzeum                     | 布拉迪斯拉发城堡                         |
| 音樂博物館                   | Hudobné múzeum                        | 布拉迪斯拉发城堡                         |
| 民族志博物館                 | Etnografické múzeum                   | 馬丁                                     |
| 安德烈·克梅特博物館          | Múzeum Andreja Kmeťa                  | 馬丁                                     |
| 斯洛伐克村博物館             | Múzeum slovenskej dediny              | 馬丁                                     |
| 馬丁·本卡 Museum             | Múzeum Martina Benku                  | 馬丁                                     |
| 斯洛伐克捷克文化博物館       | Múzeum kultúry Čechov na Slovensku    | 馬丁                                     |
| 斯洛伐克羅姆人博物館         | Múzeum kultúry Rómov na Slovensku     | 馬丁                                     |
| 卡爾·普利卡博物館            | Múzeum Karola Plicku                  | 布拉特尼卡 (馬丁博物館細分)              |
| 斯洛伐克全國委員會博物館     | Múzeum Slovenských národných rád      | 米亞瓦                                   |
| 切爾文尼卡梅尼博物館         | Múzeum Červený Kameň                  | 切爾韋尼卡門城堡                         |
| 貝特利亞爾博物館             | Múzeum Betliar                        | 貝特利亞爾                               |
| 博伊尼采博物館               | Múzeum Bojnice                        | 博伊尼采城堡                             |
| 萊沃查博物館                 | Spišské múzeum v Levoči               | 萊沃恰                                   |
| 木偶文化和玩具博物館         | Múzeum bábkarských kultúr a hračiek   | 莫德里卡門                               |
| 猶太文化博物館               | Múzeum židovskej kultúry              | 布拉提斯拉瓦、特爾納瓦、日利納、普雷绍夫 |
| 斯洛伐克匈牙利文化博物館     | Múzeum kultúry Maďarov na Slovensku   | 布拉提斯拉瓦                             |
| 斯洛伐克德國文化博物館       | Múzeum kultúry karpatských Nemcov     | 布拉提斯拉瓦                             |
| 烏克蘭文化及鲁塞尼亚人博物館 | Múzeum ukrajinskej kultúry            | 斯維德尼克                               |
| 魯塞尼亞文化博物館           | Múzeum rusínskej kultúry              | 普勒索夫                                 |
| 卢多维特·什图尔博物館        | Múzeum Ľudovíta Štúra                 | 莫德拉                                   |
| 斯洛伐克克羅地亞文化博物館   | Múzeum kultúry Chorvátov na Slovensku | 布拉提斯拉瓦德温新村                     |

## 外部連結
- National Museum official website （页面存档备份，存于） （英語）
- Slovak National Museum at Google Cultural Institute （页面存档备份，存于）

48°08′25″N 17°06′46″E / 48.1402°N 17.1129°E